# Tashkent Open 2002
Il Tashkent Open 2002  è stato un torneo di tennis giocato sul cemento. È stata la 6ª (ATP) / 4ª (WTA) edizione del Tashkent Open, che fa parte della categoria International Series nell'ambito dell'ATP Tour 2002 e della Tier IV nell'ambito del WTA Tour 2002. Il torneo si è giocato a Tashkent in Uzbekistan, dal 10 al 16 giugno 2002 (WTA) rispettivamente dal 9 al 15 settembre 2002 (ATP).

## Campioni

### Singolare maschile
Evgenij Kafel'nikov ha battuto in finale  Vladimir Volčkov con il punteggio di 7–6(6), 7–5

### Doppio maschile
David Adams /  Robbie Koenig hanno battuto in finale  Raemon Sluiter /  Martin Verkerk con il punteggio di 6–2, 7–5

### Singolare femminile
Marie-Gaïané Mikaelian ha battuto in finale  Tat'jana Puček con il punteggio di 6–4, 6–4

### Doppio femminile
Tetjana Perebyjnis /  Tat'jana Puček hanno battuto in finale  Mia Buric /  Galina Fokina con il punteggio di 7–5, 6–2